# Шахта «Комсомолець Донбасу»
ВАТ Шахта «Комсомолець Донбасу» — стала до ладу у 1980 р. з проектною потужністю 2100 тис. т вугілля на рік. У 2003 р видобуто 2,3 млн т вугілля.
Шахтне поле розкрите 6 вертикальними стволами до горизонтів 418, 628, 790 і 810 м. Максимальна глибина робіт 810 м. Довжина підземних виробок 128,9/137,3 км (1990/1999). Шахта небезпечна за раптовими викидами вугілля і газу метану. Розробляє пласти l3, l4, l6, l7 потужністю відповідно 1,45-1,5; 0,52-1,1; 1,5-2,6 і 0,93-1,1 м з кутами падіння пластів 4-9о.
Пласт l3 небезпечний щодо викидів вугілля, породи і газу метану, l4, l6 — загрозливі. Працює шість комплексно-механізованих вибоїв. Використовуються механізовані комплекси 2МКД-90 з виймальними комбайнами 1К-101У, ГШ-68. Підготовчі виробки проходяться за допомогою комбайнів 4ПП-2М.
Кількість працюючих на шахті 5458/4960 осіб, з них підземних 3750/3050 осіб (1990/1999).
На сьогодні підконтрольна Донбаській паливно-енергетичній компанії, яка є частиною System Capital Management.